# Executive Airlines
Executive Airlines — регіональна авіакомпанія зі штаб-квартирою в місті Кароліна (Пуерто-Рико), що працює під брендом American Eagle Airlines магістральної авіакомпанії США American Airlines. Компанія здійснює регулярні та чартерні пасажирські авіаперевезення по 50 пунктів призначення в країнах Карибського басейну, Сполучених Штатів Америки і Багамських островів.
Головним транзитним вузлом (хабом) авіакомпанії є Міжнародний аеропорт імені Луїса Муньоса Маріна, як додаткові хаби використовуються Міжнародний аеропорт Маямі і Міжнародний аеропорт Даллас/Форт-Уерт.

## Історія
Авіакомпанія Executive Air Charter була утворена на початку 1986 року і 15 вересня того ж року уклала контракт з американським авіаційним холдингом AMR Corporation на використання торговельної марки регіональних перевезень American Eagle Airlines. 7 грудня 1989 року компанія була поглинена холдингом AMR Corporation і в даний час є її дочірнім підприємством. Станом на березень місяць 2007 року в Executive Airlines працювало 2125 співробітників.
Наприкінці 2007 року корпорація AMR оголосила про плани виділення Executive Airlines в самостійну авіакомпанію з власним сертифікатом експлуатанта. Холдинг планував схему роботи авіакомпанії як незалежного перевізника, зберегти маршрути бренду American Eagle Airlines і всю маршрутну мережу в Північній Америці, країнах Карибського басейну і на Багамських островах. Однак згодом AMR в силу ряду факторів відмовився від перспективи виділення Executive Airlines в окрему структуру, головним чином через що виникла в області комерційних авіаперевезень США тенденція до масштабних корпоративних злиттів (Delta Air Lines і Northwest Airlines, Continental Airlines і United Airlines).

## Маршрутна мережа
У 2010 році авіакомпанія Executive Airlines виконувала регулярні пасажирські рейси за наступними пунктами призначення (знаком «*» відзначені рейси в Даллас, «#» — в Маямі, «$» — у Сан-Хуан):

### Сполучені Штати Америки
- Арканзас

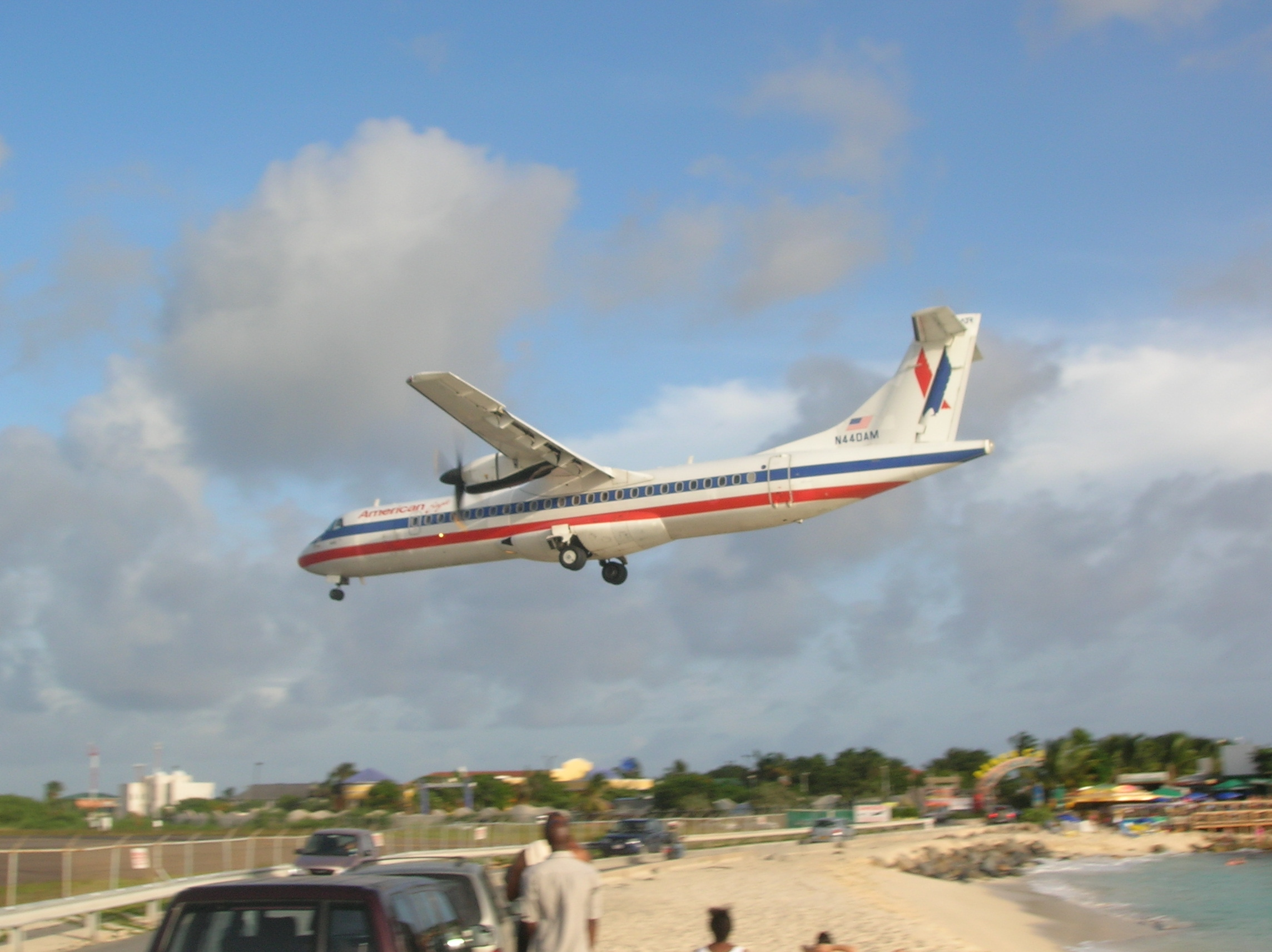
ATR 72-212 авіакомпанії Executive Airlines в заході на посадку в аеропорту Принцеси Юліани (Сінт-Маартен), 2006 рік

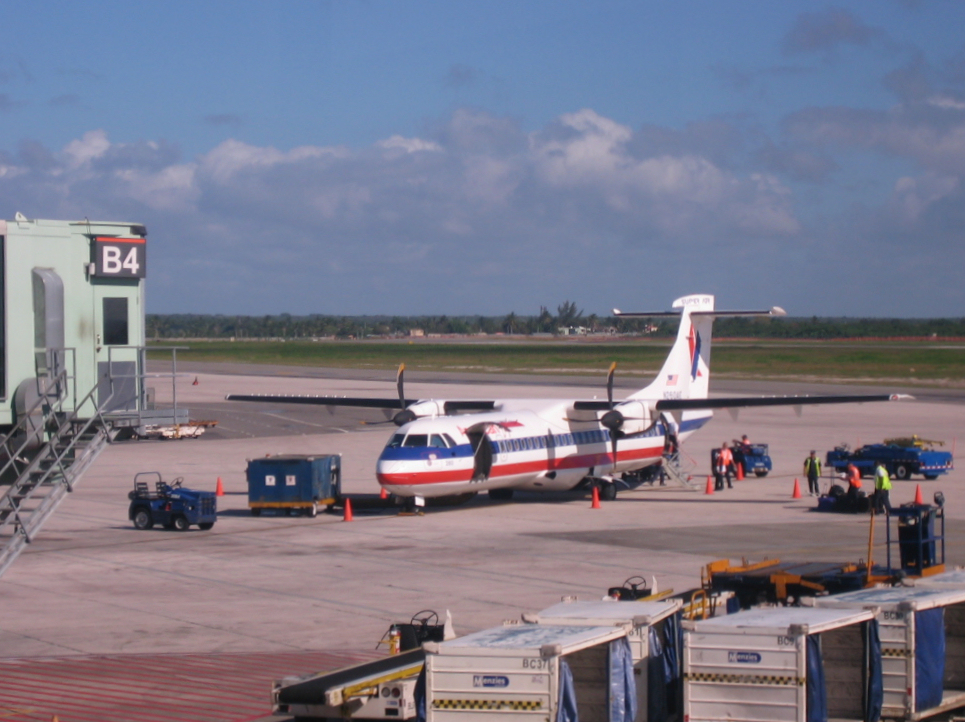
ATR-72 авіакомпанії Executive Airlines в Міжнародному аеропорту Лас-Амерікас (Домініканська Республіка), 2008 рік

  - Форт-Сміт — Регіональний аеропорт, Форт-Сміт *
- Флорида
  - Форт-Майєрс — Міжнародний аеропорт Південно-Східної Флориди #
  - Гейнсвілл — Регіональний аеропорт Гейнсвілл #
  - Джексонвілл — Міжнародний аеропорт Джексонвіль #
  - Кі-Вест — Міжнародний аеропорт Кі-Уест #
  - Маямі — Міжнародний аеропорт Маямі хаб
- Луїзіана
  - Шривпорт— Регіональний аеропорт Shreveport *
- Міссурі
  - Джоплін — Регіональний аеропорт Джоплін *
- Оклахома
  - Лоутон — Регіональний аеропорт Лоутон/Форт Сілла *
- Техас
  - Амарилло — Міжнародний аеропорт Амарилло імені Ріка Хасбенда *
  - Даллас — Міжнародний аеропорт Даллас/Форт-Уерт хаб
  - Кіллін Регіональний аеропорт Кіллін/Форт-Худ *
  - Лонгвью — Регіональний аеропорт Східного Техасу *
  - Мідланд — Міжнародний аеропорт Мідланд *
  - Сан-Анджело — Аеродром Метіс *
  - Wichita — Муніципальний аеропорт Wichita Falls *

#### Території США
- Пуерто-Рико
  - Сан-Хуан — Міжнародний аеропорт імені Луїса Муньоса Маріна хаб
- Американські Віргінські острови
  - Санта-Крус — Міжнародний аеропорт імені Генрі Ролсена $
  - Сент-Томас — Аеропорт Сент-Томас $

### Багамські острови
- Фріпорт — Міжнародний аеропорт Великий Багама #
- Ексума — Міжнародний аеропорт Ексума #
- Марш-Харбор — Аеропорт Марш-Харбор #
- Нассау — Міжнародний аеропорт Нассау #
- Ельютера — Аеропорт Північної Ельютери #
- Трежер-Кей — Аеропорт Трежер-Кей #

### Кариби
- Антигуа
  - Сент-Джонс — Міжнародний аеропорт Сент-Джонс $
- Барбадос
  - Міжнародний аеропорт імені Грентлі Адамса $
- Куба (тільки постійні чартери)
  - Камагуей — Міжнародний аеропорт імені Ігнасіо Аграмонте #
  - Сьенфуегос — Аеропорт імені Хаїма Гонсалеса #
  - Гавана — Міжнародний аеропорт імені Хосе Марті #
  - Ольгін — Аеропорт імені Франка Паїса #
  - Сантьяго-де-Куба — Аеропорт імені Антоніо Масео #
- Домініка
  - Розо — Аеропорт Мелвілл-Холл $
- Домініканська Республіка
  - Ла Романа — Міжнародний аеропорт Ла Романа $
  - Пуерто-Плата — Міжнародний аеропорт імені Грегоріо Луперона $
  - Пунта Кана — Міжнародний аеропорт Пунта Кана $
  - Сантьяго-де-лос-Трейнта-Кабальерос Міжнародний аеропорт Сібао $
  - Санто-Домінго — Міжнародний аеропорт Лас-Амерікас $
- Франція
  - Гваделупа
    - Пуант-а-Пітр — Міжнародний аеропорт Пуант-а-Пітр $

  - Мартиніка
    - Фор-де-Франс — Аеропорт Фор-де-Франс $
- Гренада
  - Сент-Джорджес — Міжнародний аеропорт Сент-Джорджес $
- Гаїті
  - Порт-о-Пренс — Міжнародний аеропорт імені Туссен-Лувертюра $
- Нідерланди
  - Нідерландські Антильські острови
    - Сінт-Мартен — Аеропорт Принцеси Юліани $
- Сент-Кітс і Невіс
  - Сент-Кітс — Міжнародний аеропорт імені Роберта Л. Бредшоу $
  - Невіс — Міжнародний аеропорт імені Венса У. Аморі $
- Сент-Люсія
  - Кастрі — Аеропорт імені Джорджа Ф. Л. Чарльза $
- Сент-Вінсент і Гренадини
  - Кануан (Гренадини)
- Тринідад і Тобаго
  - Порт-оф-Спейн — Міжнародний аеропорт Пьярко $
- Велика Британія
  - Ангілья
    - Валлі — міжнародний аеропорт Уоллблейк $

  - Британські Віргінські острови
    - Тортола — Міжнародний аеропорт Тортола $

## Флот
За станом на лютий 2008 року повітряний флот авіакомпанії Executive Airlines складали наступні літаки:
| Тип літака      | В експлуатації | Пасажирських місць (економ-клас) | Маршрути                   |
| ATR 72-212      | 27             | 64                               | Маямі та Карибські острови |
| ATR 72-202/212A | 12             | 66                               | З/в Даллас/Форт-Уерт       |